# Albert Spalding

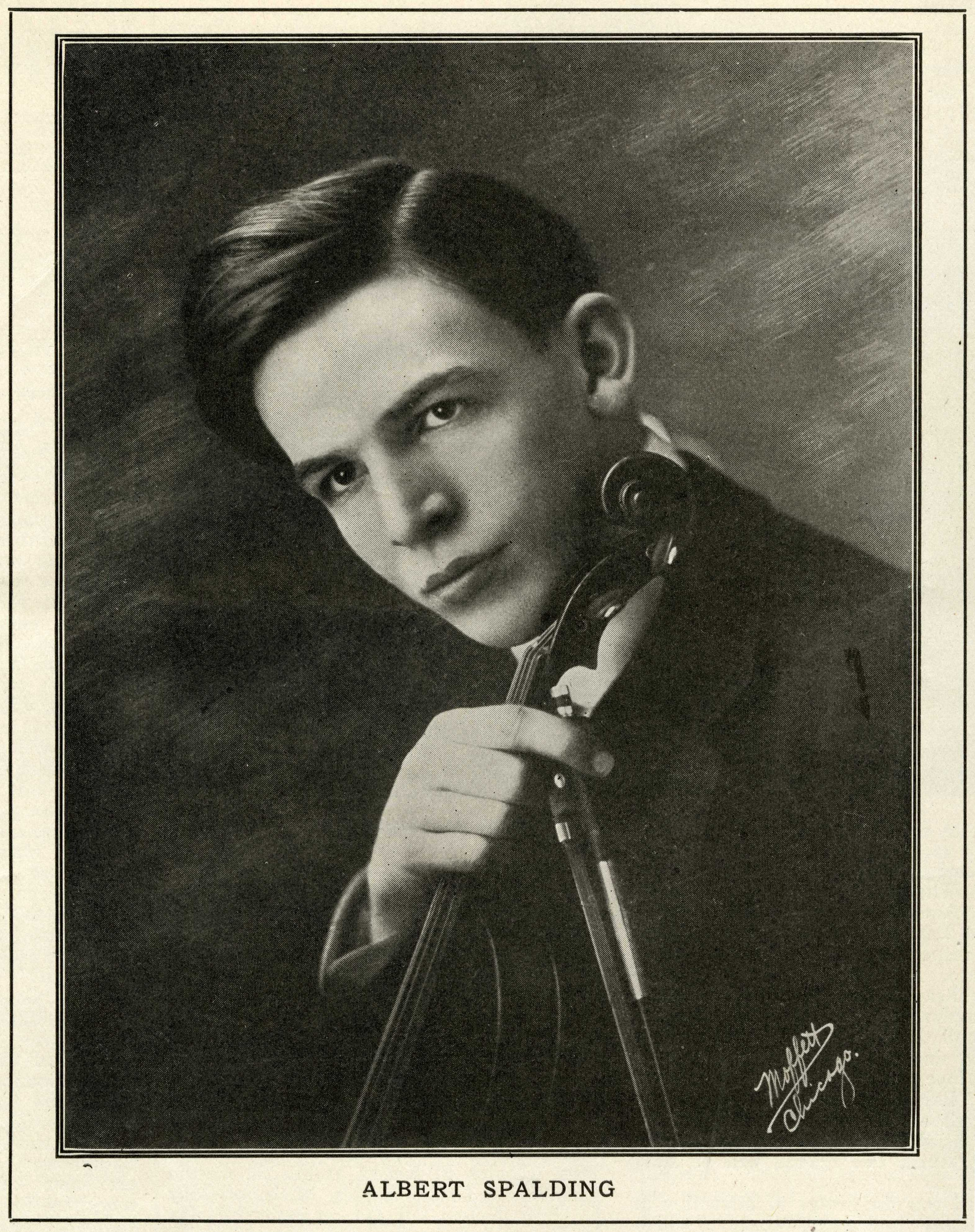
Albert Spalding, 1911

Albert Spalding (Chicago, 15 agosto 1888 – Manhattan, 26 maggio 1953) è stato un violinista statunitense.

## Biografia
Albert Spalding nacque a Chicago, Illinois, il 15 agosto 1888. Sua madre, Marie Boardman, era un contralto e pianista. Spalding studiò violino privatamente a New York, Firenze, e presso i conservatori di Parigi e Bologna, diplomandosi a quattordici anni. Dopo il suo esordio a Parigi, il 6 giugno 1906, si esibì a Londra e Vienna. La sua prima apparizione americana con la New York Symphony risale all'8 novembre 1908. Un anno dopo ha suonato come solista con l'Orchestra Filarmonica di Dresda, in tour negli Stati Uniti.
Durante la prima guerra mondiale, Spalding servì nell'United States Army Air Corps (a un certo punto fu aiutante di campo del maggiore Fiorello La Guardia) e alla fine sarà insignito della "Cross of the Crown of Italy". Il 19 luglio 1919, ritornato negli Stati Uniti, sposò Mary Vanderhoef Pyle a Ridgefield (Connecticut). Nel 1920 Spalding partecipò al tour europeo della New York Symphony.
Nel 1922 è il primo violinista americano a suonare con l'Orchestra del Conservatorio di Parigi; un anno dopo è il primo americano a far parte di una giuria del Conservatoire de Paris, contribuendo all'assegnazione di premi alla classe dei violinisti laureati. Nel febbraio 1941, ha preso parte alla prima esecuzione del Concerto per violino di Samuel Barber. Dopo il coinvolgimento degli Stati Uniti nella seconda guerra mondiale, l'assistente del Segretario di Stato Adolf Berle ha esortato con successo Spalding ad accettare un incarico presso l'Ufficio dei Servizi Strategici. Fu distaccato a Londra, per sei settimane, e poi in servizio nel Nord Africa fino a quando non fu inviato a Napoli, dove fu annesso alla Divisione della SHAEF. Nel 1944, Spalding diede un concerto a migliaia di rifugiati bloccati in una grotta vicino a Napoli durante un bombardamento. Dopo un concerto a New York il 26 maggio 1950, Spalding ha annunciato il suo ritiro dal palco del concerto. Successivamente, ha insegnato presso la "Boston University College of Music" e, nei mesi invernali, presso la "Florida State University". Spalding ha scritto diverse composizioni musicali tra cui una suite per orchestra, due concerti per violino e un quartetto d'archi in mi minore, oltre a un discreto numero di trascrizioni. Scrisse anche un'autobiografia e una biografia romanzata su Giuseppe Tartini. Il suo ultimo recital, con il pianista Jules Wolffers, all'Università di Boston il 15 maggio 1953 fu registrato e pubblicato su LP; dieci giorni dopo morì a Manhattan (New York) all'età di 64 anni.

## Scritti
- Rise to Follow, an autobiography, New York, H. Holt and Co., c1943.
- A Fiddle, a Sword, and a Lady, The Romance of Giuseppe Tartini, New York, H. Holt and Co., 1953.